# Shabāndar
Shabāndar (persiska: شباندر, شَبَن دَر, شَب دَر, شَب بيدار, شعباندر, Sha‘bāndar) är en ort i Iran.   Den ligger i provinsen Lorestan, i den centrala delen av landet, 400 km sydväst om huvudstaden Teheran. Shabāndar ligger 1 453 meter över havet och antalet invånare är 249.
Terrängen runt Shabāndar är kuperad åt nordost, men åt sydväst är den bergig. Runt Shabāndar är det ganska tätbefolkat, med 72 invånare per kvadratkilometer. Närmaste större samhälle är Bīsheh, 5,9 km nordost om Shabāndar. Trakten runt Shabāndar består i huvudsak av gräsmarker.